# 斎藤勝也
斎藤 勝也（さいとう かつや、1940年3月3日 - 没年不明）は、愛知県出身で、岐阜県を登録地としていた元 競輪選手。

## 来歴
中京商業高等学校（現 中京大学附属中京高等学校）時代の1957年、名古屋競輪場で行われた、全国高等学校総合体育大会自転車競技大会・1000メートルタイムトライアル及びポイントレースで優勝。
その後中京大学に進学。同大学時代の1960年、ローマオリンピック・4000m団体追抜に出場し10位。同大学卒業後、日本競輪学校第16期生の競輪選手となった。競輪選手時代は、『イン粘り』の先駆者であったと言われている。また、1965年の日本選手権競輪（7着）、1966年のオールスター競輪（9着）で決勝進出歴がある。
選手登録削除日等は不詳。